# Philipp Bouhler
Philipp Bouhler (Munique, 11 de setembro de 1899 – Dachau, 19 de maio de 1945) foi um oficial do Partido Nazista que serviu como Reichsleiter e um dos chefes da Chancelaria do Führer Adolf Hitler para o partido. Ele detinha a patente de Obergruppenführer na Allgemeine SS e foi, entre 1939 e 1941, responsável pelos programas Aktion T4 de eutanásia que matou mais de 70 000 deficientes, crianças e adultos, na Alemanha. Durante a Segunda Guerra Mundial assumiu deveres burocráticos ligados a máquina governamental nazista.
Bouhler foi preso pelo exército dos Estados Unidos em 10 maio de 1945. Ele cometeu suicídio nove dias depois, enquanto prisioneiro em um campo de detenção.

## Imagens

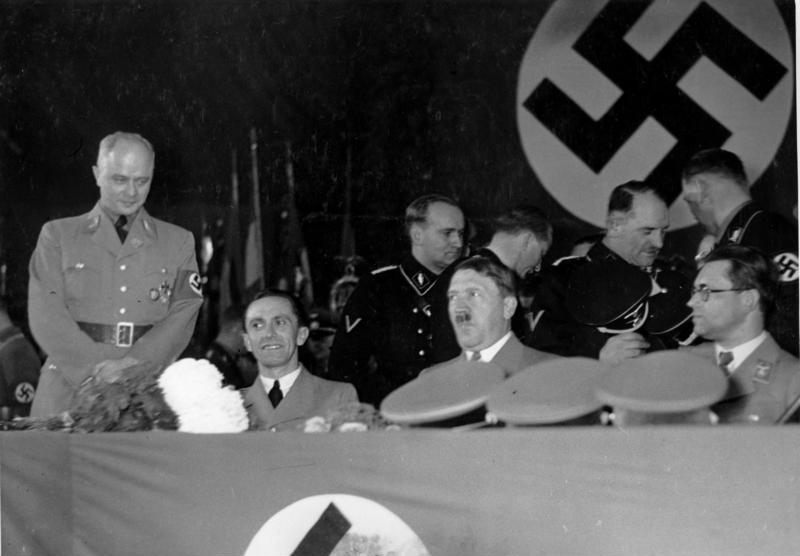
Imagem de uma reunião da cúpula nazista, em outubro de 1936. Philipp Bouhler esta a esquerda de Hitler (sentado, na direita da imagem). Joseph Goebbels esta sentado na outra ponta.
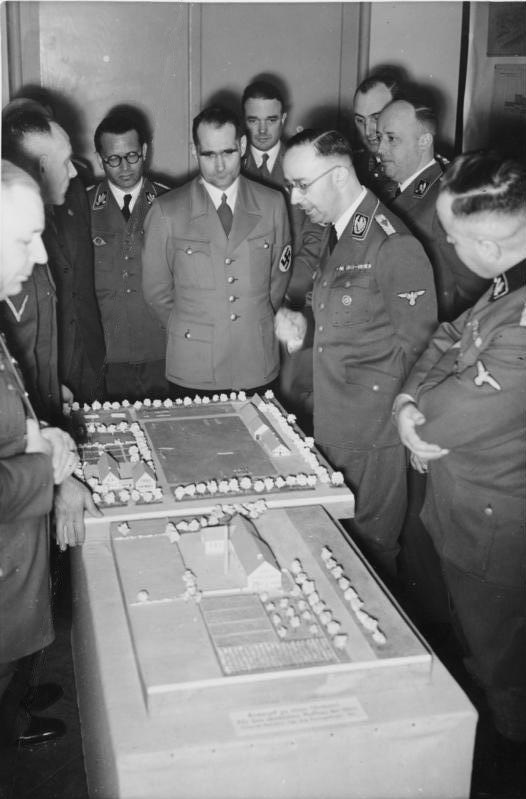
Bouhler presente numa reunião chefiada pelo líder da SS Heinrich Himmler. Ele esta de pé no fundo de óculos, atrás de Rudolf Hess.
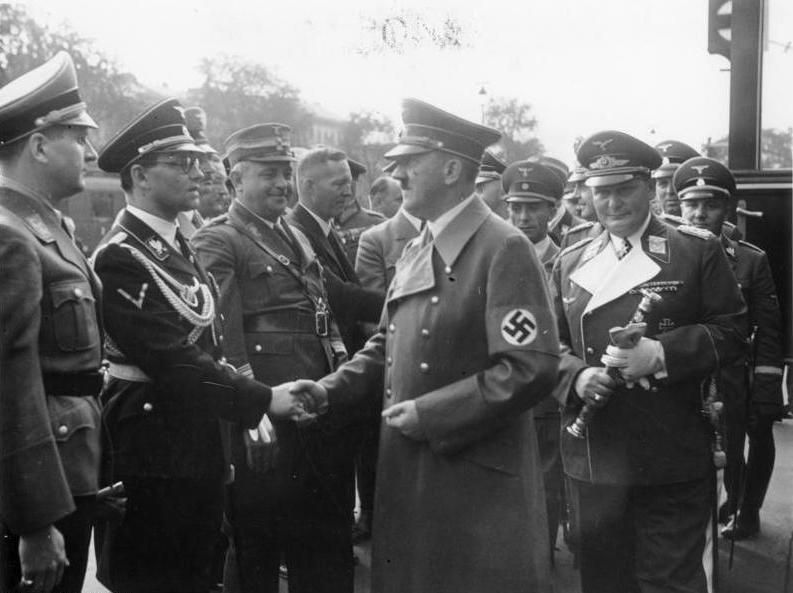
Philipp Bouhler apertando a mão do ditador nazista Adolf Hitler.